# Tatort: Liebeswut
Liebeswut ist ein Fernsehfilm aus der Krimireihe Tatort. Der von Radio Bremen produzierte Beitrag ist die 1202. Tatort-Episode und wurde am 29. Mai 2022 im SRF, im ORF und im Ersten ausgestrahlt. Das Bremer Ermittlerduo Moormann und Selb ermittelt in seinem dritten Fall.

## Handlung
In einem verschlossenen Schlafzimmer wird nach einem Wohnungsbrand die Leiche von Susanne Kramer in ihrem leuchtend roten Hochzeitskleid gefunden. Es handelt sich wohl um einen Selbstmord, da das Zimmer abgeriegelt und so präpariert war, dass das Feuer nicht eindringen konnte. Zudem hat sich die Tote mit einer Luger in den Kopf geschossen. Die kleinen Töchter der Toten sind verschwunden. Der Verdacht fällt auf mehrere Personen, darunter den Nachbarn Schaballa aus der darunterliegenden Wohnung. Der korpulente Mann, der ständig ein Eis am Stiel lutscht, löst bei Ermittlerin Moormann ein verdrängtes Kindheitstrauma aus, dem sie nachgeht. Thomas Kramer, Ehemann der Toten, der in Scheidung lebt, verhält sich merkwürdig. Er lebt mit Jaqueline Deppe, einer wesentlich jüngeren Frau, zusammen: Deppe, offensichtlich ein Anime und K-Pop-Fan, ist mit Zwillingen von ihm schwanger. Kramer drängt einerseits darauf, seine Kinder zu suchen, andererseits stört er die Ermittlungen. 
Es zeichnet sich ein Bild von der Toten ab, das man als psychische Störung interpretieren kann. Sie hatte sich den Finger abgeschnitten, um nicht an einer Matheklausur teilnehmen zu müssen, und trägt deshalb eine Prothese. Es stellt sich heraus, dass sie ein weiteres Teilstück von ihrem Finger abtrennte, als sich ihr Ehemann von ihr trennte. Zudem hat sie offenbar Stimmen gehört und hielt jemanden für den Teufel. Zum ersten Hauptverdächtigen wird jedoch der Hausmeister der Schule der verschwundenen Mädchen, den Selb erwischt, wie er an den Fundsachen der Schüler schnüffelt. Als er am nächsten Tag verhaftet werden soll, hat sich der mutmaßlich pädophile Mann erhängt. Nun steigt der Fahndungsdruck, da es sein kann, dass er die Kinder weggeschlossen hat.
Doch auch der Vater und der Nachbar bleiben weiter verdächtig. Der Vater präsentiert einen Erpresserbrief, der dilettantisch aussieht. Er verdächtigt seinen Schwiegervater, da es sich um die gleiche Summe handelt, die dieser ihm damals versprochen habe, wenn er sich von seiner Frau trennt. Sie stellen dem Erpresser eine Falle, in die jedoch Schaballa tappt. Er versuchte sich als Trittbrettfahrer, war aber nicht der Entführer der Kinder. Als Moormann Schaballa später besucht, rastet sie aus und verletzt ihn mit der Gabel. Sie flieht in die Wohnung der Toten und ruft Selb, die sie zu trösten versucht. Die Kommissarinnen entdecken in dem Zimmer eine Puppe mit einer eingebauten Kamera, in einer Wand ein Mikrofon, dahinter einen Überwachungsraum. Der Täter hat die Tote in den Suizid getrieben und durch das Feuer versucht, die Spuren zu verwischen.
Thomas Kramer wird zum Hauptverdächtigen. Er soll sich in seiner Firma aufhalten, nachdem er sich von seiner Freundin getrennt hat. Dort taucht Schaballa auf. Er wird durch eine Sprengfalle verletzt und stirbt in den Armen von Moormann, die dabei ihr Trauma lösen kann: Ein ähnlich aussehender Mann hatte auf sie als Babysitter aufgepasst, wenn ihre Mutter „Herrenbesuch“ hatte. Der Mann von damals war kein Täter, sondern das Problem lag bei ihrer Mutter, die sie nach einem Streit mit dem Babysitter stattdessen einfach vor die Wohnungstür setzte, wenn ein Mann zu Besuch kam.
Als Entführer stellt sich nun der Großvater heraus, der das Sorgerecht für seine Enkel wollte. Er kannte sich mit Sprengstoff und Überwachungstechnik aus. Als Moormann ihn verhaften will, verschwindet er in einem unterirdischen Bunker. Dort kommt es zum Kampf und Moormann tötet ihn. Die Großmutter, die 40 Jahre mit ihm verheiratet war, ist erleichtert und bezeichnet ihn als den Teufel. Die Kinder sind unversehrt im Haus der Großeltern.

## Hintergrund
Der Film wurde vom 26. Oktober 2021 bis zum 24. November 2021 an 22 Drehtagen in Bremen und Umgebung gedreht. Mads Andersen, gespielt von Dar Salim, spielte in der Folge nicht mit. Erklärt wurde dies in der Folge selbst mit einem alten Fall aus Dänemark. Laut Buten un binnen hatte dies sowohl dramaturgische Gründe, als auch die Mitwirkung des Schauspielers an anderen Projekten. Salim hatte sich allerdings vorher bereits negativ über seine Rolle geäußert und sagte: „Was den 'Tatort' angeht, braucht es eine stärkere Langplanung seitens der Produktion, was die Entwicklung der Geschichten und meiner Figur betrifft, um weiterhin dabei zu sein.“
Der Tatort enthält Elemente des Horrorfilms sowie des Psychothrillers, darunter surreale Elemente und stark überzeichnete Charaktere sowie die Traumsequenzen, denen sich Moormann ausgesetzt sieht. Er steht in der Tradition ähnlicher Tatorte wie Blut (2018, um einen Vampirkult), Borowski und das Haus der Geister (2018), des Frankfurter Tatorts Fürchte dich (2017) und zuletzt Parasomnia (2020).

## Rezeption

### Kritiken
„Die Schnitte sind hart, die Farben grell, die Charaktere überzeichnet, um ein realistisches Bild der Ermittlungsarbeit geht es der Autorin Martina Mouchot und der Regisseurin Anne Zohra Berrached natürlich nicht. Ein Segen. Es geht hier um die Liebe, da ist alles möglich.“

„Nein, ein herkömmlicher, nervenzerreißender Psychothriller ist "Liebeswut" nicht. Aber ein furioses, visuell überwältigendes Psycho-Panoptikum. Und ein weiterer Beweis, wie viel Energie im jüngsten "Tatort"-Team steckt.“

„Dass sich eine Ermittlerin im Verbrechen selbst findet, ist […] ein etablierter Kniff im Thrillergenre. Er wird in diesem »Tatort« […] allerdings so sorglos extensiv eingesetzt, dass beständig die Erzählebenen durcheinander geraten und der naturalistische Recherchekrimi mit dem Traumathriller kollidiert. Wenn Wahn und Wirklichkeit dauerhaft durcheinanderwirbeln, muss das angeblich objektive Ermittlungsergebnis am Ende des Täterrätsels unglaubhaft wirken.“

### Einschaltquoten
Bei der Erstausstrahlung von Liebeswut am 29. Mai 2022 verfolgten in Deutschland insgesamt 7,06 Millionen Zuschauer die Filmhandlung, was einem Marktanteil von 23,8 Prozent für Das Erste entsprach. In der als Hauptzielgruppe für Fernsehwerbung deklarierten Altersgruppe von 14–49 Jahren erreichte Liebeswut 1,67 Millionen Zuschauer und damit einen Marktanteil von 22,7 Prozent.